# 杉山元
杉山 元（すぎやま げん／はじめ、1880年1月2日 - 1945年9月12日）は、大日本帝国陸軍軍人。元帥陸軍大将従二位勲一等功一級。
福岡県出身。陸軍士官学校卒業（12期）、陸軍大学校卒業（22期）。陸軍大臣、教育総監、太平洋戦争開戦時の参謀総長。
陸軍大臣、参謀総長、教育総監の陸軍三長官を全て経験し元帥にまでなったのは二人しかいない（もう一人は上原勇作）。また、軍要職にあった際の記録を『杉山メモ』として遺したことで知られる。

## 生涯

### 生い立ち
1880年（明治13年）1月2日、福岡県企救郡横代村(後の小倉市を経て現：北九州市小倉南区横代）に杉山貞の長男として生まれる。
父は天保14年（1843年）8月、豊前国企救郡横代村の農家に生まれ、慶応2年（1866年）の丙寅御変動で農兵として従軍した後、教育者として活躍しており、広寿山福聚寺（現：北九州市小倉北区）に事績が記録される。
元は、福岡県立豊津中学に入学し、寄宿生活を送る。同級生には、陸士同期の秦眞次中将や軍医の安藤弥内がいる。学業生活は良かったが、小柄で運動が苦手だった。当時は美少年であり、後に「この秦など俺の尻を追い回したものだ」と、秦をからかう発言をしている。また寄宿舎では起床ラッパを担当し、同級生にも強く印象を残したが、言い換えれば他の逸話が無い平凡な少年だった。
1898年（明治31年）、豊津中学を卒業後、同年12月に陸軍士官候補生として小倉の歩兵第14連隊に入隊。1900年（明治33年）、陸軍士官学校第12期卒業。卒業後は歩兵第14連隊に戻る。1901年（明治34年）6月、歩兵少尉に任官する。

### 日露戦争と後遺症
杉山は第12師団隷下の歩兵第14連隊第3大隊副官として日露戦争に出征した。しかし、1904年（明治37年）10月、沙河会戦の一部として行われた本渓湖付近の戦闘で顔面を負傷した。その傷痕は後まで残り、さらに右目が大きく開かなくなるという後遺症をもたらし、杉山の風貌に特徴を与えることとなった。翌1905年（明治38年）4月、中隊長に任じられた後、帰国した。
1907年（明治40年）7月、ハーグ密使事件後治安の乱れた大韓帝国の大邱に、歩兵第14連隊の一部が出動した。韓国軍の1個大隊が従わず、連隊では武力鎮圧の機運もあったところ、杉山は単身で韓国軍大隊の兵舎に乗り込んで説得し、衝突を回避した。このとき、杉山の携行した拳銃は不発状態だった。
私生活ではこの時期に、初婚（山本マキヨ：貞の教え子）・再婚（小川義子：小川又次陸軍大将の五女）での妻を、いずれも短い結婚生活のうちに肺結核で亡くした。
陸軍大学校でも同期の畑俊六、二宮治重、小磯国昭と、陸士の後輩（13期）で陸大は1期上（21期）の建川美次の4人とは、特に親密な交友があった。

### 情報将校として
陸軍大学校第22期卒業後、参謀本部・第二部（情報）勤務となり、英米班の新編に携わった。1911年（明治44年）6月、空中偵察術を学ぶため気球隊に派遣されたのが、杉山が航空部門に接した最初であった。
1912年（明治45年）に海軍軍令部員と共に、商社マンに扮して米国領フィリピンのマニラに潜入し、諜報活動を行った。日本海軍の練習艦隊がオロンガポに寄港した際には、海軍少尉が招待される慣例につけ入り、海軍少尉になりすまして米海軍の軍港を視察している。さらに同年秋には、シンガポール出張を命ぜられ、同地を拠点に東南アジアからオセアニア方面まで、広範に視察旅行している。
私生活では、1914年（大正3年）2月、小山啓子と再再婚した。
1915年（大正4年）にイギリス領インド帝国駐在武官に任じられ、啓子夫人と共に赴任した。英国は同盟関係にある日本以外の武官を駐在させなかったが、杉山の真摯な人柄に対するインド総督府からの信頼も厚く、杉山のインド経由でもたらされる欧州戦況の情報は、日本本国では正確・迅速であると高く評価された。なお当時は少佐（Major）だったが、英文での名詞表記が「Major Gen Sugiyama」とあったため、少将（Major Gen）と誤認された。
1918年（大正7年）に杉山夫妻は帰国の途につく。帰路で中東戦線を視察し、機甲兵器や航空機等、新兵器の威力に衝撃を受け、近代戦の様相を実地に研究する機会を得た。杉山に長く仕えた有末精三によると、インド駐在時の縁で、インド独立運動家のラス・ビハリ・ボース、スバス・チャンドラ・ボースの日本招致や太平洋戦争中の対印工作に関与することとなった。

### 陸軍航空「育ての親」として
その後、国際連盟空軍代表随員、1918年（大正7年）に陸軍飛行第2大隊長、1922年（大正11年）に初代陸軍省軍務局航空課長となり、「陸軍航空隊育ての親」とも称される。
飛行第2大隊長着任後、気が強く新奇を好む傾向がある操縦者達に対し、軍規粛正や整備の徹底を持って臨み、航空事故を激減させた。第一次世界大戦終結後、日本陸軍はフランスから航空団を招聘し、杉山中佐も大隊長のまま臨時航空術練習委員として技術取得に尽力した。1919年（大正8年）4月の陸軍航空学校解説に尽力し、さらに秋の特別大演習に大隊を参加せると「演習の華」と謳われた。1921年（大正10年）6月28日、歩兵大佐に昇任する。
こうした航空部門での知見が評価され、初代陸軍省軍務局航空課長に任じられた。この抜擢が、出世のきっかけになった。しかし就任直後の1922年（大正11年）夏から山梨軍縮の影響を受けることとなる。
翌1923年（大正12年）に軍務課長に補せられ、軍縮の計画・実行の主担当者となる。師団を減らす一方、新兵器である航空機や機甲は拡充されることとなった。

### 陸軍の重鎮として
1926年（大正15年）12月、国際連盟陸海空軍問題常設諮問委員会の委員として渡欧。宇垣一成陸相に重用され、1928年（昭和3年）には陸軍省軍務局長に就任。阿部信行次官を補佐し、さらにその後任となった。
1931年（昭和6年）には宇垣を首班とする軍事政権樹立を図る三月事件に小磯國昭、二宮治重らとともに関与した。同年9月の満州事変勃発時には陸軍次官として「正当防衛」声明を発表している。
同年11月、荒木貞夫が陸相となり、いわゆる皇道派が陸軍内の実権を握ると、宇垣側近とみられた杉山は次官を更迭される。その後は皇道派、統制派の抗争が続くが、荒木の辞任、真崎甚三郎の教育総監更迭を契機に皇道派は勢いを失う。
中央を追われた杉山は、1932年（昭和7年）2月に福岡県久留米市の第12師団長に親補された。杉山にとっては郷里に近く、また12師団は隷下部隊が多く、小倉工廠も抱える「一等師団」だった。杉山は「最後のご奉公」としての覚悟を持って勤務し、啓子夫人ともども官民の国防思想の高揚に務めた。
杉山は陸軍航空本部長を経て1934年（昭和7年）8月には参謀次長兼陸軍大学校校長に就任、省部中央に復帰した。
1936年（昭和11年）2月26日に発生した二・二六事件では、統帥部の立場から一貫して強硬論を主張した。27日に参謀次長として昭和天皇の下に参内し、奉勅命令の允済を仰ぐ。同日午後、決起将校になおも同情的な意見に対し、杉山は断固とした態度を示した。事件後には粛軍が行われ、陸軍大将も複数が予備役に退くとともに、陸軍大臣以外の政治的な活動は禁じられた。杉山は教育総監、同年に陸軍大将となり、梅津美治郎、東條英機ら統制派中枢に担がれる形で陸軍の重鎮への道を歩む。
この間、1931年（昭和6年）の満州事変勃発後、空軍独立の機運もあったが、最終的に地上兵力と並立する航空兵力育成の方針となり、杉山は陸軍次官としてこれを推進した。さらに1933年（昭和8年）に至ると、中国大陸での対ソ航空撃滅戦を想定した軍備拡充の所要が生じ、『航空兵操典』の制定などの近代航空兵力の充実に航空本部長として尽力した。

### 入閣と支那事変
| 1937年6月、第一次近衛内閣発足（中列右） |  | 1938年頃 |
| 1937年6月、第一次近衛内閣発足（中列右） |  | 1938年頃 |

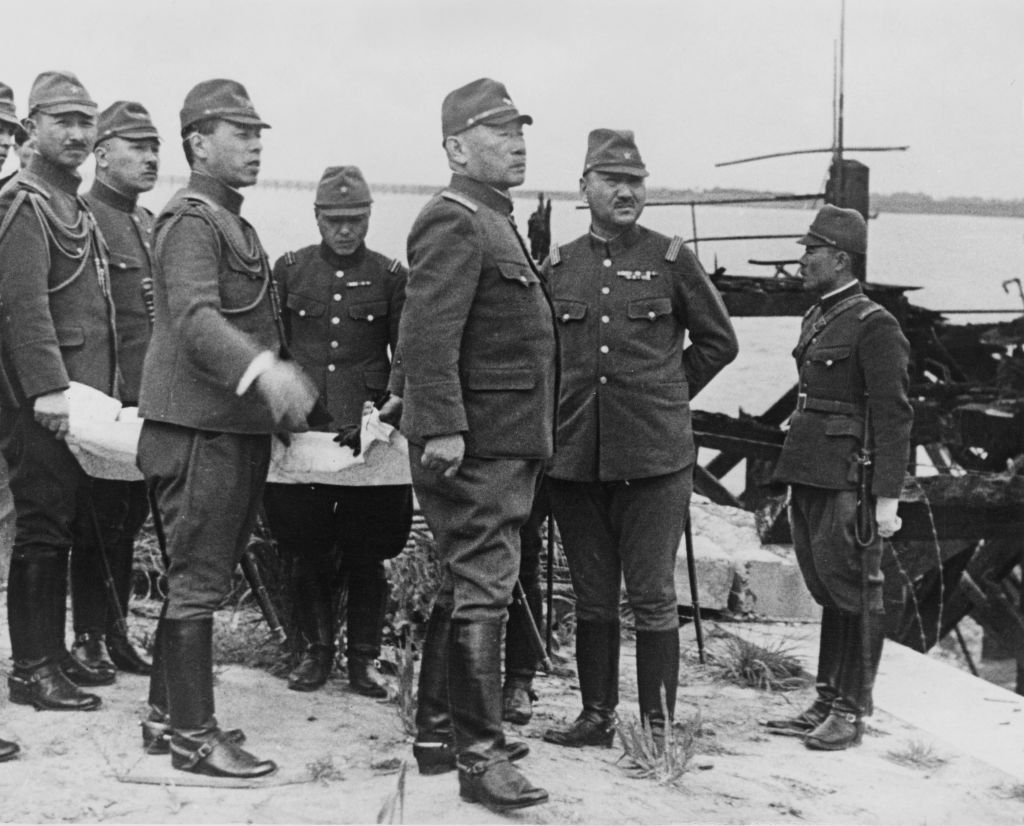
上海の日本軍上陸地点を視察する杉山（1938年）

1937年（昭和12年）初頭、早くも広田内閣は倒れることが確実になった。軍部大臣の選出にあたっては、陸軍では陸軍三長官（陸軍大臣、参謀総長、教育総監）合議が慣例であり、その上軍部大臣現役武官制には本人が受諾しない余地があるため、軍が内閣を束縛する危険性を包含していた。元老西園寺公望は次期首相に宇垣一成大将を推したが、宇垣では粛軍の妨げになると陸軍内部からの反対が大きく、三長官の合意は得られなかった。組閣断念を宇垣に伝達する役目は、寺内陸相の懇請によって杉山が引き受けた。
2月9日、第一師団司令部内の陸軍高等軍法会議法廷にて陸軍造兵廠疑獄の公判が始まり、杉山は裁判長として出廷していたが、当日の午後には林銑十郎内閣下の陸軍大臣への就任が決定。裁判長を退いた。林が退陣すると後継候補の一人として杉山が取り沙汰されたが、元老西園寺公望は近衛を推した。
同年6月4日に発足した第一次近衛内閣でも陸相に留任。7月7日に発生した盧溝橋事件を巡り、陸軍省内は概ね次の二論に分裂しており、杉山は強硬論を支持していた。
- 北支に兵力を増強し、早期かつ局地的に事態を解決する
  - 主な支持者：杉山陸相、陸軍省軍事課（長田中新一大佐）、参謀本部第三課（長武藤章大佐）、同支那課（長永津佐比重大佐）、同第二部長代理笠原幸雄大佐
- 平和手段により解決する
  - 主な支持者：参謀本部第一部長石原莞爾少将、陸軍省軍務課（長柴山兼四郎大佐）

このような中、関東軍及び朝鮮軍から一部の出動準備が報告されると、対ソ防衛を念頭にした満州国建国に専念すべしとの石原の意見を容れた参謀総長閑院宮載仁親王は「兵力行使を避けるべし」との訓令を発した。翌9日の臨時閣議の席上、杉山は内地から3個師団程度の派兵にも言及したが、現地停戦協定（松井-秦徳純協定）の成立により一旦は見送られた。
しかし中華民国軍の動向に関する情報が二転三転し、その度に派兵の内定や見送りが繰り返された。13日午後8時、杉山陸相や今井清参謀次長以下、陸軍省の首脳は『北支事変処理方針』として次の意思決定を確定させた。
1. 不拡大・現地解決を堅持して全面的戦争に陥るような行動は回避する
2. 支那側が解決に誠意を見せない場合、または南京政府が中央軍を北上させて攻撃を企図する場合、断固とした決意に出る

16日、杉山は五相の懇談で、北支・南京における19日までの期限付き交渉を主張し、広田外相の北支限定での賛成意見を受け入れた。参謀本部内での意見の相違は続いたが、25日夜の廊坊事件によって不拡大派の石原も諦め、内地からの師団動員に同意せざるを得なくなった。
さらに8月13日には第二次上海事変が発生した。9月2日には「北支事変」から「支那事変」に名称が変更され、10月1日には近衛首相・広田外相・杉山陸相・米内海相の四相で『支那事変対処要綱』が決定された。陸軍の統帥部は戦略や政治謀略に傾斜しており、中国大陸への派兵は師団の逐次投入を繰り返したため、戦線の拡大に対応できないまま情勢は悪化した。11月18日には日露戦争以来の大本営が設置された。翌1938年（昭和13年）1月、近衛首相が「蒋介石を相手とせず」の政府声明を発すると、陸軍にとっては短期決戦から長期持久戦への転換を意味し、統帥部（参謀本部）の持久戦の指導方針に陸軍省も同意した。陸軍の分裂を恐れた杉山は、声明を支持した。
しかし近衛首相は声明の誤りを認め方針転換を決心したため、まず外相・陸相が更迭されることとなり、同年6月、陸軍大将梨本宮守正王から辞任の勧告を受ける。後任の陸相は板垣征四郎で、杉山が推薦した東条英機は次官だった。

### 北支方面軍司令官として
陸軍大臣辞任後、軍事参議官となり虫様突起炎で療養中、同年11月25日付で北支那方面軍司令官に親補された。内閣直属機関として設置される興亜院について、陸軍の現地方面軍司令部は必ずしも同意しておらず、こうした不和から杉山が起用された。杉山は北支に骨を埋める覚悟であったため、赴任に際し、彼にしては珍しく部下の選定に介入し、同郷の古東要少佐（又は大尉）を専属副官に強く要望した。
1939年（昭和14年）は陸軍中央部（参謀本部及び陸軍省）の方針に基づき、方面軍は進攻作戦ではなく占領地の安定確保を優先した。中国側はかえって日本軍に反撃を行ったため、掃討戦を行う必要があった。北支方面軍は山西省や山東省で、主に国民党軍と交戦した。
同年9月、支那派遣軍総司令部が設置され西尾寿造大将が総司令官として赴任し、組織改編により杉山は軍事参議官に親補されて内地へ帰還した。帰還に先立つ8月29日、青島で航空機墜落事故に遭い、負傷している。同年、靖国神社臨時大祭委員長を務める。

### 参謀総長として

#### 対米英開戦まで
時を同じく、1939年（昭和14年）9月、ナチス・ドイツのポーランド侵攻（白号作戦）により、第二次世界大戦が勃発した。開戦序盤はドイツ優勢で推移し、1940年（昭和15年）9月27日は日独伊三国同盟が締結された。三国同盟を機に、閑院宮が参謀総長を辞任すると、後任に杉山が親補された。同年11月15日、政府からの『日華基本条約案』及び大本営からの『支那事変対処要綱』を採択した第四回御前会議以降、参謀総長として出席した。
1941年（昭和16年）6月、バルバロッサ作戦によって独ソ戦が行われると、陸海軍統帥部では北方問題解決の好機であると考えられ、対ソ開戦論が持ち出されるようになった。7月2日の第五回御前会議では欧州情勢を反映した『情勢ノ推移ニ伴フ帝国国策要綱』が採択された。ここで初めて、日本の国策として対米英戦が登場するようになった。この御前会議では、原嘉道枢密院議長が対米英戦に反対する一方、対ソ開戦を要望したのに対し、杉山は、対ソ戦の準備に50日要するとの見積もりの下、独ソ戦への介入に反対の旨を発言した。
しかし、大本営陸軍部は陸軍大臣と協議の上、在満兵力の大幅な増強を決めた。杉山は開戦の要件を事前に定めるのは不可能という考えだったが、8月6日にはソ連からの航空攻撃を受け「やむを得ざる場合」にはソ連領内への侵攻を認めるに至った。
同年9月5日、開戦を阻止したい昭和天皇に対する近衛首相の献策により、杉山参謀総長と永野修身軍令部長が呼び出された。この際、杉山は天皇から叱責を受けた（後述：#昭和天皇の叱責）。翌9月6日の第六回御前会議では、原枢密院議長から外交より戦争に重点がおかれていることを指摘され、及川海相がそれを認めると、杉山と永野は答弁しなかった。そこで昭和天皇が異例の発言をし、「統帥部長ノ意思表示ナカリシハ、自分ハ遺憾ニ思フ」と意思表示するともに明治天皇の御製を引用し、開戦回避を示唆した。二人が及川の発言に同調したところ原が発言を打ち切った。御前会議が形式的なものとは言え、両総長は天皇の希望を無視したことになる。同会議では『帝国国策遂行要領』を採択した。
対米交渉の行き詰まりから、近衛内閣が倒れ、後継に東条英機大将が指名された。杉山ら陸軍三長官は、内大臣木戸幸一侯爵と東条新首相の希望を受け、首相が陸相を兼務して現役に留まることに同意した。杉山は首相・陸相の兼務について「総理の実権を強くし陸軍が政府を指導し得べき利益」があると賛意を示す一方、この状態が長く続くことには懸念を表明した。天皇は木戸内大臣を通じて東条新首相に、「内外の時局を勘案し慎重に検討を加え直す」ことを伝達した。開戦（及び開戦後の作戦指導）の意思決定は、実質的には大本営政府連絡会議によってなされていた。
国策の再検討のため連日会議が開かれた結果、「甲案」で合意が形成されたが、10月30日には海軍の永野軍令部長は緒戦の成功に確算がある一方、最終的に米国の屈服は不可能との結論を述べた。10月31日、東郷茂徳外相は検討されていなかった「乙案」を提示し、杉山と塚田攻参謀次長は激しく反発したが、武藤章軍務局長の説得により受け入れた。参謀本部第一部長（作戦部長）の田中新一は、これを知り激怒した。東条は天皇の意を汲み、11月1日、杉山に開戦回避への協力を打診するが、杉山自身は開戦の決心をしており、同日の連絡会議では杉山のみならず塚田次長も開戦賛成の立場であり、結局、陸海統帥部は開戦で意見が一致した。

#### 日本の敗退と早期講和
開戦当初の南洋進攻（第一段作戦）全般は、日本が優勢に推移した。1942年（昭和17年）3月下旬から4月上旬にかけ、視察及び激励のため南方の占領地を訪問した。帰国後の談話として、前線の将兵や軍属の労苦を讃えるとともに「わが皇軍の占領地の民心も漸次安定し新秩序の曙光が見えつゝある」とし、油田・製油所の損害に対しても「復舊には血の出る努力を捧げ逐次成果をあげつゝある」とする状況判断を示した。
しかしミッドウェー海戦以降、消耗戦に突入し、兵力の逐次投入と悲惨な敗退が繰り返された（ニューギニアの戦い）。
1943年（昭和18年）3月に早期講和派の松谷誠大佐を参謀本部戦争指導課課長に任じると、以降は早期講和についての研究を松谷に進めさせるなどし早期講和派の支援を行っている。

### 陸軍元帥、再び陸相へ

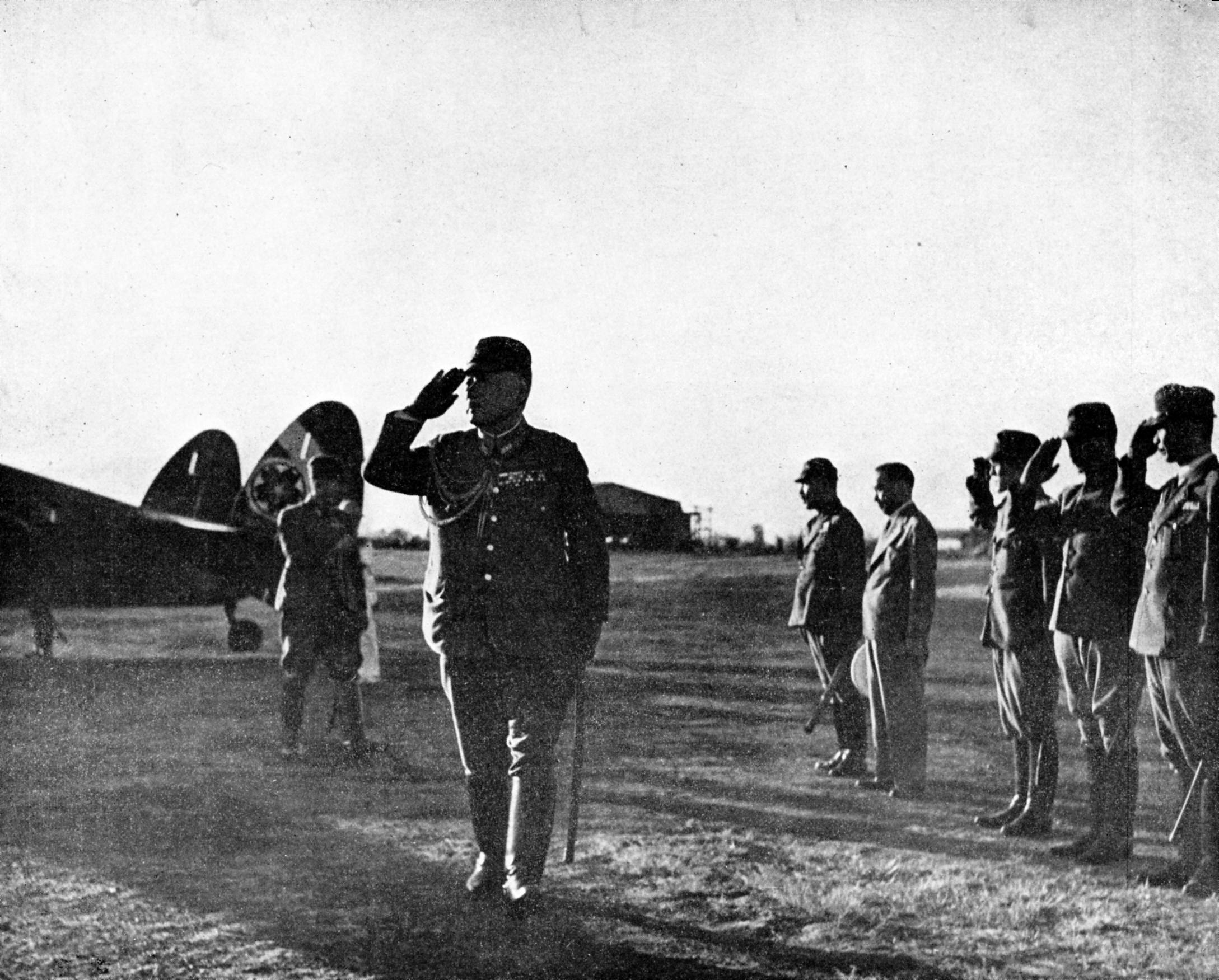
杉山元（中央、1943年6月1日）

1943年（昭和18年）6月21日、陸軍大将寺内寿一伯爵及び海軍大将永野修身と同日付で元帥の称号を受ける。同日午後、宮城（皇居）にて「元帥府ニ列スルノ儀」が執り行われた。
1944年（昭和19年）2月のトラック島空襲を機とした東条英機首相兼陸相の参謀総長兼任の際には、山田乙三教育総監とともに統帥権独立を盾として抵抗するが、昭和天皇と木戸幸一内大臣に対する宮中工作をすませた東条に屈して辞任。
しかし同年7月、サイパン失陥によって倒閣運動が勢いを増すと、東条は参謀総長を梅津美治郎に譲り内閣の延命を図る。杉山も山田に代り教育総監に回るが、結局東条は失脚。小磯國昭に組閣の大命が降下すると、小磯の陸軍への掣肘を抑えようとする梅津ら陸軍中枢の意向を受け、陸軍大臣に再任される。小磯と杉山は陸士・陸大の同期だったが、重慶の国民政府との交渉（繆斌工作等）を巡り激しく対立した。また小磯はレイテ決戦で勝利をおさめ、その余勢で講和に臨むことに期待をかけたが、陸軍はルソン島を決戦場に変更し持久戦を行った（ルソン島の戦い）。小磯は陸軍すなわち杉山への不信を募らせ、戦況が絶望的になる中、二人の軋轢を端緒として内閣は崩壊した。

### 終戦
1945年（昭和20年）1月5日、伊勢の神宮を陸相として参拝、復路の名古屋では熱田神宮を遥拝した。同年4月、鈴木貫太郎内閣が成立すると阿南惟幾に陸相を譲り、本土決戦に備えて設立された第1総軍司令官となった。8月14日午前10時、天皇は御前会議に先立って杉山、永野、そして畑の3人の陸海軍の長老を呼び、ポツダム宣言受諾の決心を示したが、3人は戦争継続を主張した。しかし、同日午前10時50分から行われた御前会議で、天皇はポツダム宣言受諾の決断（いわゆる聖断）を下した。
敗戦後、戦後処理に区切りがついた9月12日、杉山は第1総軍司令部にて拳銃自決を遂げた（後述→#御詫言上書・#杉山夫妻の自決）。享年66。啓子夫人も後を追った。
司令部は杉山元帥と啓子夫人を部隊葬として執り行うことを申し出、築地本願寺にて告別式が行われた。多摩霊園に設けられた夫妻の墓には、1957年（昭和32年）に至って、生前から親交のあった立花良介夫妻の意見で事績を記した碑が建立された。

## 杉山夫妻の自決
敗戦後の1945年（昭和20年）8月22日に、杉山は妻：啓子に自決の意思を打ち明けたとされる。実子の無かった夫妻は相談の上、姪（杉山の弟の娘）のA子を正式に養女にした。当初、杉山夫妻は降伏調印の8月29日に自決する予定だったが、荒天で調印が後ろ倒しになった。9月1日、杉山は下村陸軍大臣宛てに手紙を認めた（後述）。実際に調印式が行われた9月2日、ロバート・アイケルバーガー中将から出頭を命ぜられ、9月11日までの武装解除を命じられた。
9月10日、親交のある記者：高宮太平が杉山の自宅を訪ね酒を飲み交わした際、杉山は「責任上生きていることはできない」「死んでお詫びをせねばならぬと思っているが……」と発言したため、高宮は杉山を激励した。高宮が郷里で農業をやることを知った杉山は、彼に農作業具を手配する約束を交わした。
翌11日、高宮は杉山邸を訪ねたが、杉山に面会できなかった。この日、アイケルバーガー中将は、東条英機大将を筆頭に、東条内閣の閣僚らの逮捕を命じた。東条は自殺に失敗した。同日夜、杉山は副官の小林四男治中佐を招き、最後の晩餐を摂りながら郷里の話をした。そして杉山は小林に「陛下にご聖断を仰ぐことになった軍の責任は重い」「皆にはすまなかったが最後のけじめだ。よろしく頼むぞ」と伝えた。
9月12日、杉山はいつも通り自宅を発ち、自決に失敗することは無いという意味で「心配することはない」と啓子に告げた。杉山が司令官室に着くと、デスクの決済箱に17通の遺書を入れた。昼食後、杉山は小林中佐を呼び、妻啓子が自決を翻意するよう説得を依頼した。小林は田中忠勝大佐に相談の上、杉山の自宅を訪れて啓子夫人を説得したが、同意を得られなかった。小林はこれを杉山に報告し、二人は杉山の自決の打ち合わせを行った。
同日午後4時半過ぎ、杉山はピストルを取り出し、田中大佐に弾を5発込めさせた。部下たちが退室した後、自決を試みたが弾が出ず、「おい、弾が出ないぞ」と田中を呼んで安全装置を解除させた（この時、1発抜き取った）。再び杉山がピストルを胸に当て、4発全弾を発射した。田中や小林が入室すると、瞑目していた杉山は「おい、なかなか死なないぞ」と声を発するが、小林が4発とも心臓を打ち抜いたことを告げると、安堵したのか杉山の体は崩れ落ちた。その後、軍医から青酸カリを投与され、午後5時55分、絶命した。
杉山の自決の報は、直ちに電話で啓子夫人にもたらされた。啓子は静かに2階に上がると、黒紋付きにモンペに着替え、鉛筆でA子と立花良介の夫人に短い遺書を書くと、1階に戻って仏壇の前で心臓を短刀で貫いていた。A子がうめき声を聞いて仏間に入ると、啓子が倒れており、午後6時20分ごろに絶命した。同日、高宮が杉山邸を再訪したときは、すでに異様な雰囲気であり、高宮は警備に従事する憲兵から杉山夫妻が自決したことを聞いた。

## 御詫言上書
杉山は盧溝橋事件時の陸相、太平洋戦争開戦時の参謀総長であり、敗戦責任について痛感することが大きく、8月15日の段階で「御詫言上書」と題する遺書（言上書）をしたためていた。そして、この遺書は自決後の9月13日、昭和天皇の上聞に達した。以下はその全文を、仮名遣いに改めたものである。
さらに9月1日に、同様の趣旨で、下村定陸軍大臣に宛てて書き直している。

## 杉山メモ
参謀総長時代に会議（御前会議・大本営政府連絡会議）の内容などを記したメモランダムの写しが戦後『杉山メモ』として公刊され、当時の軍・政府上層部の動向を知る貴重な資料となっている。
- 参謀本部 編『杉山メモ』 上、原書房〈明治百年叢書〉、1967年。doi:10.11501/3008715。全国書誌番号:67005018。
- 参謀本部 編『杉山メモ』 下、原書房〈明治百年叢書〉、1967年。doi:10.11501/3008703。全国書誌番号:67001412。

## 昭和天皇の叱責
『昭和天皇実録』によると、1941年（昭和16年）9月5日、帝国国策遂行要領決定に際して首相の近衛文麿、海軍軍令部総長の永野修身とともに参内して昭和天皇に説明した際、南方作戦の成算について問われると得せず、下記の問答をして、強き言葉を以て杉山を叱責したとされる。
杉山元「陸海軍において研究の結果、南方作戦は約五箇月にて終了の見込み」
昭和天皇「従来杉山の発言はしばしば反対の結果を招来した。支那事変勃発当時陸相として速戦即決と述べながら未だ継続している」 
杉山元「支那の奥地が広大で予定通りに行かず」
昭和天皇「太平洋はさらに広し、作戦終了の見込みを約五箇月とする根拠如何」
細部の文言は異なるが、ほぼ同様の会話（叱責）があったことは、『昭和天皇実録』刊行前から近衛の手記『最後の御前会議』により知られており、『昭和の将帥』や杉山の伝記『元帥の自決』等にも近衛の手記を基に引用されている。ただし『杉山メモ』では「（日中開戦時）大臣として蔣介石は直ぐ参ると申したがそうなっていないようだが」と下問されたとのみ記載されている。

## 人物像
軍事記者で杉山と親交があった高宮太平は、杉山を「派閥意識が希薄であった」とし、「よく言えば中道」「悪く言えば狡猾、処世術にたけていた」と評する。
杉山は学科が得意な一方、運動が苦手であるため、士官学校時代は「牛肉」と綽名された。さらに高官になってからの綽名は「便所の扉」。理由は「どちらでも、押した方向に動く」、「日和見主義者」であったことから。

## 逸話

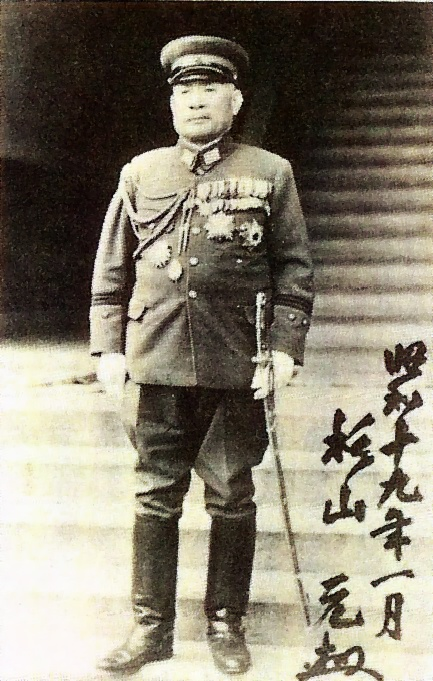
杉山元（1944年1月）

- 第一次近衛内閣の陸相時代、閣議で拓務大臣の大谷尊由から「陸軍は一体どの線まで進出しようとするのか」と尋ねられた。これは弱気の近衛が拡大する一方の支那事変における陸軍の真意に不安を感じつつ、さりとて今更自分では訊けないので大谷に質問させたものであった。しかし、杉山は質問を無視して答えなかったため、海軍大臣の米内光政が見かねて「だいたい永定河と保定との線で停止することになっているようである」と答えた。すると杉山は米内に向かって「君はなんだ、こんな場所でそんなことを言っていいのか！」と怒鳴った。おとなしい米内はこの杉山の理不尽な激昂に対し「そうかなあ」とだけ答え、閣議の場はすっかり白けてしまった。いかに戦前でも閣議を公然と「こんな場所」呼ばわりした軍人はそうはいなかった。なお、杉山が「こんな場所」と言ったのは「政党出身者のいるところ」という意味だったという[99]。

## 栄典
叙位
- 1901年（明治34年）10月10日 - 正八位[100]
- 1904年（明治37年）2月19日 - 従七位[101]
- 1905年（明治38年）8月11日 - 正七位[102]
- 1910年（明治43年）9月30日 - 従六位[103]
- 1915年（大正4年）10月30日 - 正六位[104]
- 1920年（大正9年）11月30日 - 従五位[105]
- 1932年（昭和7年）6月15日 - 正四位[106]
- 1936年（昭和11年）9月15日 - 従三位[107]
- 1939年（昭和14年）10月2日 - 正三位[108]
- 1943年（昭和18年）7月15日 - 従二位

叙勲
- 1934年（昭和9年）4月29日 - 勲一等旭日大綬章（※要略のみ）、昭和六年乃至九年事変従軍記章[109]
- 1942年（昭和17年）4月13日 - 功一級金鵄勲章[110]

称号
- 1943年（昭和18年）6月21日 - 元帥[73][74]

外国勲章佩用允許
- 1921年（大正10年）6月13日 -  フランス共和国：レジオンドヌール勲章オフィシエ[111]
- 1937年（昭和12年）12月1日 -  満洲国：勲一位龍光大綬章[112]
- 1942年（昭和17年）4月23日 -  タイ王国：王冠特等章[113]

外国勲章
- 1942年（昭和17年）10月1日 -  ドイツ国：ドイツ鷲勲章大十字章[114]
- 1943年（昭和18年）3月30日 -  中華民国（汪兆銘政権）：特級同光勲章[115]。

## 演じた俳優
映画
- 九重京司 - 『重臣と青年将校 陸海軍流血史』（1958年）
- 松下猛夫 - 『大東亜戦争と国際裁判』（1959年）
- 岬洋二 - 『皇室と戦争とわが民族』（1960年）
- 外野村晋 - 『銃殺』（1964年）
- 岩谷壮 - 『日本のいちばん長い日』（1967年）
- 石山健二郎 - 『激動の昭和史 軍閥』（1970年）
- 仲代達矢 - 『226』（1989年）
- 麿赤児 - 『スパイ・ゾルゲ』（2003年）、『日輪の遺産』（2011年）
- 川中健次郎 - 『日本のいちばん長い日』（2015年）

ドラマ
- 山本麟一 - 『燃えよ!ダルマ大臣 高橋是清伝』（1976年）
- 福原秀雄 - 『山河燃ゆ』（1984年）
- 金田龍之介 - 『そして戦争が終った』（1985年）
- 坂口芳貞 - 『命なりけり 悲劇の外相東郷茂徳』（1994年）
- 平野忠彦 - 『あの戦争は何だったのか 日米開戦と東條英機』（2008年）
- 西田健 - 『落日燃ゆ』（2009年）